# أندرياس كلودن
أندرياس كلودن (بالألمانية: Andreas Klöden)‏ مواليد 22 يونيو 1975 في ألمانيا الشرقية، هو دراج ألماني سابق في صنف سباق الدراجات على الطريق. سبق أن شارك في دورة الألعاب الأولمبية الصيفية وفاز بميدالية أولمبية.

## الميداليات
| الميدالية | المسابقة                       |
| --------- | ------------------------------ |
| برونزية   | الألعاب الأولمبية الصيفية 2000 |

## روابط خارجية
- أندرياس كلودن على موقع الاتحاد الدولي للدراجات (الإنجليزية)
- أندرياس كلودن على موقع أرشيف الدراجات (الإنجليزية)
- أندرياس كلودن على موقع إحصائيات الدراجات الإحترافية (الإنجليزية)
- أندرياس كلودن على موقع نسبة الدراجات (الإنجليزية)
- أندرياس كلودن على موقع CycleBase (الإنجليزية)
- أندرياس كلودن على موقع أوليمبيديا (الإنجليزية)
- letour